# Keithconnite
La keithconnite è un minerale.